# فرانک کلمسون
فرانک کلمسون (انگلیسی: Frank Clempson; ۲۷ مهٔ ۱۹۳۰ – ۲۴ دسامبر ۱۹۷۰) بازیکن فوتبال اهل بریتانیا بود.
از باشگاه‌هایی که در آن بازی کرده‌است می‌توان به باشگاه فوتبال استوک‌پورت کانتی، باشگاه فوتبال منچستر یونایتد، و باشگاه فوتبال هاید اشاره کرد.